# 拉博什
拉博什（法語：La Bauche，法語發音：[la boʃ]）是法国萨瓦省的一个市镇，属于尚贝里区。

## 地理
拉博什（45°28'57"N, 5°45'54"E）面积6.58 平方千米，位于法国奥弗涅-罗讷-阿尔卑斯大区萨瓦省，该省份为法国东部省份，历史上为薩伏依的一部分，北起上萨瓦省，西接伊泽尔省和安省，南部和东部与上阿尔卑斯省和意大利接壤。
与拉博什接壤的市镇（或旧市镇、城区）包括：阿蒂尼亚-翁桑、圣克里斯托夫。

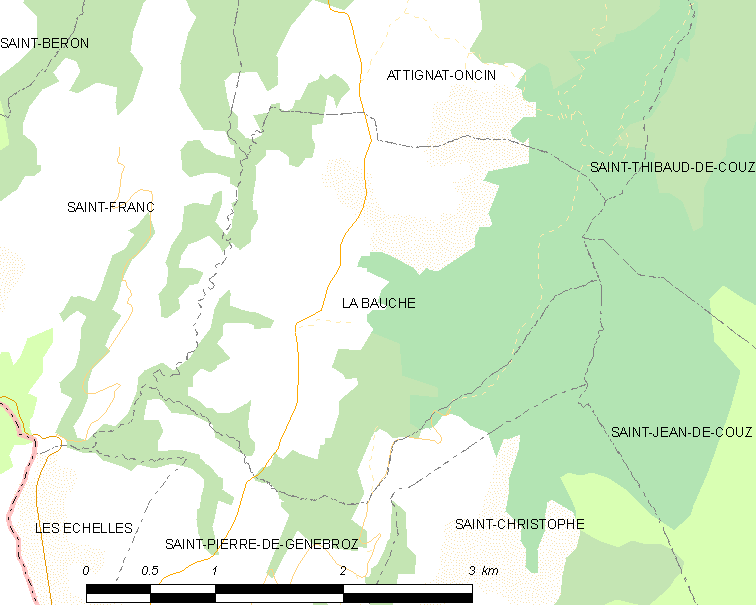
拉博什的OSM定位图

拉博什的时区为UTC+01:00、UTC+02:00（夏令时）。

## 行政
拉博什的邮政编码为73360，INSEE市镇编码为73033。

## 政治
拉博什所属的省级选区为勒蓬德博瓦桑县。

## 人口

1962-2008年间拉博什人口变化图示

拉博什于2022年1月1日时的人口数量为541人。